# Songeons
Songeons é uma comuna francesa na região administrativa de Altos da França, no departamento de Oise. Estende-se por uma área de 13,53 km². Em 2010 a comuna tinha 1 091 habitantes (densidade: 80,6 hab./km²).